# 10739 Lowman
10739 Lowman è un asteroide della fascia principale. Scoperto nel 1988, presenta un'orbita caratterizzata da un semiasse maggiore pari a 3,1434282 UA e da un'eccentricità di 0,3976852, inclinata di 20,04874° rispetto all'eclittica.